# Anne Takens
Anne Takens (Schiedam, 14 april 1938 – Arnhem, 27 december 2013) was een Nederlands schrijfster van kinderboeken.

## Levensloop
Takens schreef als kind al verhaaltjes. In 1959 verhuisde ze naar Arnhem en studeerde daar Nederlands MO. Ze debuteerde als kinderboekenschrijver in 1986 met verhalen voor kleuters in het kleuterblad Bobo. In datzelfde jaar kwam haar eerste boek uit in het kinder- en jeugdboekenfonds van Uitgeverij Holland onder de titel Even schuilen voor het onweer. Het is een autobiografisch kinderboek dat zich afspeelt in de Tweede Wereldoorlog.
Sindsdien verschenen meerdere kinderboeken van haar hand. Ze gaan voor het grootste deel over de realiteit van school of gezin, over vriendschap, liefde, verliefdheid, verbondenheid met ouders, grootouders en dieren, over verdriet, eenzaamheid, over pesten, anders zijn, feesten en plezier.
Takens heeft ook sprookjesachtige verhalen geschreven en een aantal korte verhalen die in verhalenbundels zijn opgenomen. Ook zijn er voor het onderwijs boeken verschenen op Avi-niveau bij educatieve uitgeverijen.
Naast het schrijven van boeken gaf Takens jaarlijks lezingen op basisscholen en in bibliotheken, in het voorjaar en in de Kinderboekenweek. Ze publiceerde ook gedichten.

### Boeken
- 1986 - Martje en Martijn - Uitgeverij Oberon en verschenen in Bobo
- 1986 - Even schuilen voor het onweer - Uitgeverij Holland
- 1987 - Een kindje erbij - Uitgeverij Holland
- 1988 - Marjolijntje Harlekijntje - Uitgeverij Holland
- 1989 - Een paard langs de zee - Uitgeverij Holland
- 1990 - Twee dierenvriendjes - Uitgeverij Holland
- 1990 - Een vogel achterna - Uitgeverij Holland
- 1991 - Grijsje eigenwijsje - Uitgeverij Holland
- 1992 - Door een gat in de wolken - Uitgeverij Holland
- 1992 - De club van Twee - Uitgeverij Van Holkema & Warendorf
- 1993 - Het grote boek voor Sinterklaas - Uitgeverij Van Holkema & Warendorf
- 1993 - Het grote boek voor Kerstmis - Uitgeverij Van Holkema & Warendorf
- 1993 - Noortje Wiebeloortje - Uitgeverij Van Holkema & Warendorf
- 1994 - De liefste opa van het land - Uitgeverij Van Holkema & Warendorf / Illustraties: Magda van Tilburg
- 1994 - Wie achter is mag voor - Uitgeverij Maretak
- 1994 - Ik heb een zeepaardje gezien - Uitgeverij Maretak
- 1994 - Dag kleine pinguïn - Uitgeverij Maretak
- 1995 - Een eend op de thee - Uitgeverij Holland
- 1996 - Tot over honderd nachtjes slapen - Uitgeverij Van Holkema & Warendorf
- 1997 - Het geheim van Luuk - Uitgeverij Bekadidact / Illustraties: Magda van Tilburg
- 1997 - Dag opa!, dag oma!, ik kom logeren! - Uitgeverij Van Holkema & Warendorf
- 1998 - Bloed op de stoep - Uitgeverij Bekadidact / Illustraties: Magda van Tilburg
- 1998 - De Heldenclub - Uitgeverij Van Holkema & Warendorf
- 2000 - Net een droom - Uitgeverij Maretak / Illustraties: Magda van Tilburg
- 2001 - Nina is een ster - Uitgeverij Van Holkema & Warendorf
- 2001 - Lis wil een vis - Uitgeverij Van Holkema & Warendorf
- 2001 - Net als Doornroosje - Uitgeverij Maretak
- 2002 - Jop de pop - Uitgeverij Holland
- 2002 - Prinsesje Zonnekind - Uitgeverij Maretak
- 2002 - Dikke vrienden - Uitgeverij Maretak
- 2003 - Een muis in huis - Uitgeverij Van Holkema & Warendorf
- 2003 - Een kip voor Pip - Uitgeverij Van Holkema & Warendorf
- 2003 - Een spin zonder poten - Uitgeverij Maretak
- 2003 - Nooit meer bang - Uitgeverij Maretak
- 2004 - Sneeuwvlok is een geheim - Uitgeverij Maretak
- 2004 - Betoverd - Uitgeverij Van Holkema & Warendorf
- 2005 - Mini-juf Ninie - Uitgeverij Maretak
- 2005 - Op pad met Muis en Beer - Uitgeverij Maretak
- 2005 - Het toverspiegeltje - Uitgeverij Maretak
- 2007 - Stiekem in een hoekje - Uitgeverij Maretak
- 2008 - Een dansje voor Soes - Uitgeverij Maretak
- 2012 - Achter de Zeven Sloten - Uitgeverij Maretak
- 2013 - Jij hoort erbij - Uitgeverij Ark Media

### Verhalen in
- 1985 - Stel je eens voor – Uitgeverij Ploegsma
- 1986 - Marjolijntje Harlekijntje - Bobo / Illustraties: Magda van Tilburg
- 1990 - Kinderverhalen rond kerstmis – Uitgeverij Holland
- 1993 - Dierenverhalen – Uitgeverij Holland
- 1993 - Palm, palm, Pasen – Uitgeverij Van Holkema & Warendorf
- 1995 - Kerstklokje klingelingeling - Uitgeverij van Holkema & Warendorf
- 1995 - Een engel met een broek aan – Uitgeverij La Rivière & Voorhoeve
- 1996 - Nog eentje dan – Uitgeverij van Holkema & Warendorf
- 1996 - Sinterklaasverhalen – Uitgeverij Holland
- 1999 - Vakantie voorleesboek – ANWB
- 1997 - Het verhalenboek voor Kerstmis – Van Holkema & Warendorf
- 1998 - Kinderverhalen rond kerstmis – Uitgeverij Holland
- 1999 - De reus in de maan - Uitgeverij van Holkema & Warendorf
- 2000 - Het grote roversboek – Uitgeverij Holland
- 2000 - Kom je logeren? De leukste verhalen over logeren - Uitgeverij van Reemst
- 2001 - Het grote heksenboek – Uitgeverij Holland
- 2001 - Dansen met de clown – Uitgeverij Holland
- 2002 - Verhalen voor vier seizoenen – ANWB
- 2002 - Zwemmen, zon en zand – Van Holkema & Warendorf
- 2002 - Schaatsen, sneeuw en snert – Van Holkema & Warendorf
- 2002 - Monsters en griezels – Uitgeverij Holland
- 2003 - Spionnen en speurders – Uitgeverij Holland
- 2004 - Elke dag dierendag – Uitgeverij Holland
- 2005 - Het grote geheimboek – Uitgeverij Holland
- 2005 - Het grote opa- en omaboek – Uitgeverij Ploegsma
- 2006 - Rozengeur en maneschijn – Uitgeverij Holland
- 2008 - Keet in de klas – Uitgeverij Holland
- 2008 - Het grote boek van Sinterklaas – Uitgeverij Holland
- 2010 - Het grote verjaardagsboek - Uitgeverij Holland
- 2013 - Kerstverhalen - Uitgeverij Ploegsma

### Poëzie in
- Er zit een feest in mij! Querido's Poëziespektakel 5 - 2012 - Uitgeverij Querido

### Eigen beheer
- Naar later - 2010 - Gedichtenbundel
- Onder water - 2012 - Met schilderingen van Mimi van Bindsbergen

## Over
- Moniek van Drenth, 'Anne Takens (1938). Een Schiedams meisje dat Arnhemse werd', in:  Arnhemse schrijvers, themanummer AHT (Arnhems Historisch Tijdschrift), een uitgave van Arnhems Historisch Genootschap Prodesse Conamur. jaargang 30 (2010), nr. 4, p. 251-256.